# Cừu Roslag

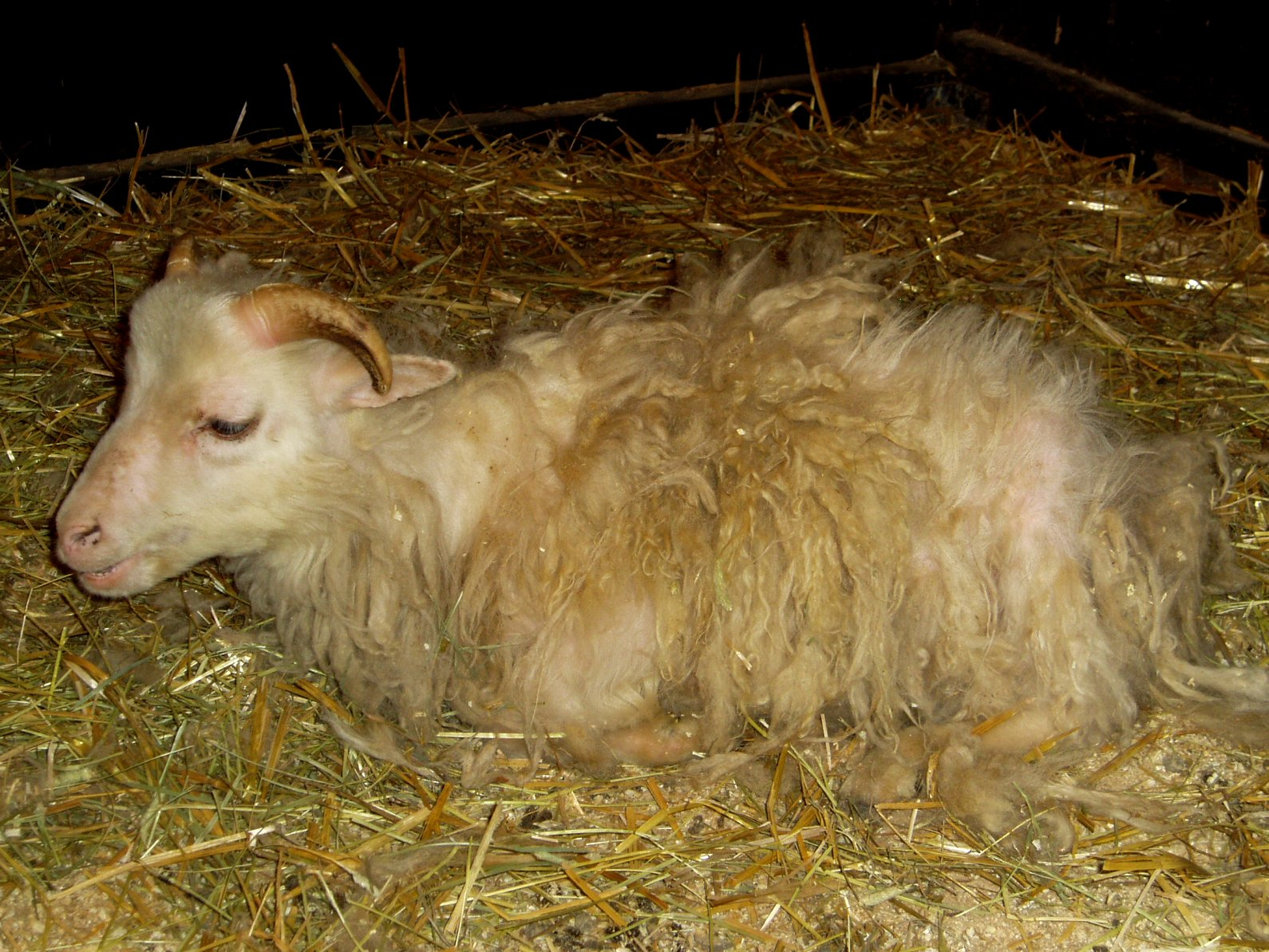
Cừu Roslagsfår

Cừu Roslag (tiếng Thụy Điển: Roslagsfår) là một giống cừu thuần chủng quý hiếm có nguồn gốc lâu đời và được hầu như chỉ tìm thấy ở Thụy Điển (trong khu vực Roslagen). Chúng thuộc nhóm cừu đuôi ngắn Bắc Âu.

## Tổng quan
Cừu Roslag có nguồn gốc từ các quần thể còn lại của giống cừu Landrace Thụy Điển từng là khá phổ biến trên tất cả các vùng nông thôn, nhưng thường được cho là đã đến từ Raggarön trong khu vực Roslagen, Thụy Điển. Dáng vẻ bên ngoài của chúng nhỏ và thường có màu trắng hoặc màu trắng ngà (mặc dù 10% dân số là màu đen hoặc màu trắng đen nhị sắc), chúng là một giống đuôi ngắn thường được sử dụng trong việc sản xuất len và thịt cừu. Lông của những con cừu Roslag là một loại len thảm với kết cấu dài, thẳng hay xoăn tóc bảo vệ và một bìa dày len dưới, mà có thể dài tới 30 cm.
Chỉ cừu đực mới có sừng. Cừu cái có thể động dục trong suốt cả năm và thường chỉ có một con chiên, nhưng chưa cặp song sinh nào xảy ra. Trọng lượng của con trưởng thành trung bình chỉ 35–40 kg (80-90 lb) cho cừu cái và khoảng 50 kg (110 lb) cho con cừu đực. Chúng có khả năng di truyền của chúng tốt, mặc dù có sự khác biệt di truyền đáng kể trong hầu hết các giống cừu Bắc Âu, cừu Roslag cừu, cũng như cừu lông Dala (cũng xuất xứ từ Thụy Điển) và cừu Ruhnu Estonia được triển lãm cao nhất trong vòng vì giao phối cận huyết do số lượng giảm của giống. Một số ước tính hiện đại cho dân số của cừu Roslag của Nordisk GenBank Husdyr là 496 cá thể. 

## Bảo tồn
Một số đàn gia súc có thể được tìm thấy tại Khu Bảo tồn Thiên nhiên Boko trên các hòn đảo của Boko, Brånnholmen và Långholmen cùng với nguy cơ tuyệt chủng gia súc Thụy Điển Ringamåla. Tại Thụy Điển, Hiệp hội Nông dân Cừu đại diện cho lợi ích của cá nhân chăn nuôi cừu Roslag có trách nhiệm bảo tồn của giống này. Một số chủ cừu Roslag là thành viên của Hiệp hội các nhà nhân giống cừu Thụy Điển, và do đó làm theo các kế hoạch nuôi dưỡng cho những giống được xác định bởi Hội đồng Nông nghiệp quốc gia Thụy Điển. Hiệp hội Các nhà nhân giống cừu Thụy Điển đăng ký những người cừu người được hưởng trợ cấp môi trường cho việc bảo tồn các giống đang bị đe dọa.